# 외즈게 귀렐
외즈게 귀렐(Özge Gürel, 1987년 2월 5일 ~ )는 터키의 배우이다.